# Bangalafumenga
A Bangalafumenga é uma banda e um bloco brasileiro surgido em 1998, conhecida por promover fusões entre funk e samba e outros ritmos brasileiros.

## Histórico
Em 1998, o poeta Chacal e os músicos Rodrigo Maranhão e Celso Alvim criaram o Bangalafumenga, no Planetário da Gávea, como um encontro de artistas que se dedicavam a poesia, samba e improvisos. No mesmo ano, seus integrantes se organizaram como um bloco carnavalesco, que desfilou no Leblon.
Os músicos do bloco passaram a se apresentar como uma banda. Em 2001, gravaram ao vivo o seu primeiro álbum, Bangalafumenga.
O segundo CD, Vira-lata (2004), foi lançado pelo selo Cardume mas teve distribuição pela gravadora EMI. O terceiro trabalho do grupo, Barraco dourado (2009), recebeu indicações para o Prêmio da Música Brasileira nas categorias Melhor Disco de Pop/Rock e Melhor Banda de Pop/Rock.
Além dos shows, o Bangalafumenga manteve o bloco, chegando a reunir 50 mil foliões no seu desfile de 2011, no bairro do Jardim Botânico.
No 19 de fevereiro de 2012 (domingo de Carnaval), a Operação Lei Seca da Secretaria de Estado de Governo esteve prensente no bloco Bangalafumenga, no Jardim Botânico, com o objetivo de conscientizar os foliões sobre a importância de não dirigir depois de beber. Posteriormente, o bloco passou a desfilar também em São Paulo, mais precisamente no bairro do Sumaré.
No mesmo ano, em 2012, o Bangalafumenga se aventurou por terras paulistanas, trazendo a alegria do bloco para o carnaval de rua de São Paulo. Mantendo a identidade de mistrurar os ritmos brasileiros, o grupo se tornou referência e hoje é um dos blocos mais tradicionais da capital. 

## Na TV
A regravação de Lourinha Bombril dos Paralamas do Sucesso foi tema de abertura de Malhação 2010. No dia 7 de março de 2011 a TV Brasil transmitiu um show gravado da banda chamado Especial Bangalafumenga.

## Integrantes
- Rodrigo Maranhão (cavaquinho e voz)
- Thiago Di Sabbato (guitarra e baixo)
- André Moreno (percussão) de 1998 a 2010
- Dudu Fuentes (percussão) de 1998 a 2013

- Hamilton Fofão (cavaco e voz)

## Discografia
- Bangalafumenga (2001)
- Vira-lata (2004)
- Barraco dourado (2009)